# یوتووا (کورشوملییا)
یوتووا (به صربی: Ljutova) یک منطقهٔ مسکونی در صربستان است که در کورشوملیا واقع شده‌است. یوتووا ۳۷ نفر جمعیت دارد.